# Atentado contra Turkish Aerospace Industries
El 23 de octubre de 2024, cinco personas murieron y 22 resultaron heridas en un ataque contra la sede de Turkish Aerospace Industries (TAI) en Kahramankazan, Ankara, Turquía. Los dos atacantes fueron abatidos.
En represalia, el ejército turco bombardeó regiones kurdas de Irak y Siria, matando al menos a veintisiete civiles.

## Antecedentes
TAI es una de las principales empresas de Turquía especializada en la fabricación de productos de defensa y aviación. Entre sus proyectos se incluye el TAI TF Kaan, el primer avión de combate de producción nacional de Turquía. El incidente ocurrió mientras se celebraba en Estambul una importante feria comercial para las industrias de defensa y aeroespacial.
El ataque ocurrió un día después de que el líder del Partido del Movimiento Nacionalista de extrema derecha, Devlet Bahçeli, quien es aliado del presidente Recep Tayyip Erdoğan, sugiriera que Abdullah Öcalan, el líder encarcelado del Partido de los Trabajadores del Kurdistán (PKK), podría recibir libertad condicional si aceptaba dejar de usar la violencia y disolvía su grupo. Recep Tayyip Erdoğan ha insinuado que podría aceptar negociar con el PKK. Esta actitud podría estar dictada por el deseo del presidente turco de modificar la Constitución para presentarse a un nuevo mandato, lo que requiere el apoyo de al menos una parte de la . Podría intercambiar el apoyo del partido «prokurdo» en el parlamento, el DEM, por el relanzamiento del proceso de paz.

## Ataque
El ataque al Centro de Pruebas, Integración y Sistemas Espaciales en la sede de las Industrias Aeroespaciales Turcas en Kahramankazan, Ankara, alrededor de las 15:26 (TRT) coincidió con el cambio de turno de aproximadamente 7.500 empleados.
Dos atacantes llegaron a bordo de un taxi antes de detonar un explosivo a su lado, disparando rifles automáticos y entrando al complejo. Posteriormente se produjo un gran incendio en el lugar. En un video separado verificado por CNN, las imágenes de CCTV muestran a los atacantes vestidos de civil, llevando una mochila y sosteniendo un rifle de asalto. El personal fue evacuado a refugios, mientras que bomberos y equipos médicos fueron enviados al lugar. También se informó de enfrentamientos en un aparcamiento cercano.
Al menos siete personas murieron en el ataque, incluidos dos agresores y el conductor del taxi en el que viajaban, que se cree que murió después de que los atacantes subieran a su vehículo y luego fue escondido en el maletero del coche. Otras veintidós personas resultaron heridas, una de ellas en estado crítico. Siete de ellos eran miembros de las fuerzas especiales turcas.
El PKK reivindicó la autoría del atentado el 25 de octubre, afirmando su «legítimo derecho» a atacar «los centros donde se fabrican estas armas de asesinato masivo». La organización afirmó que el atentado estaba «planeado desde hacía mucho tiempo» y que no estaba relacionado con los recientes acontecimientos políticos en Turquía, donde parecía haber negociaciones.

## Consecuencias

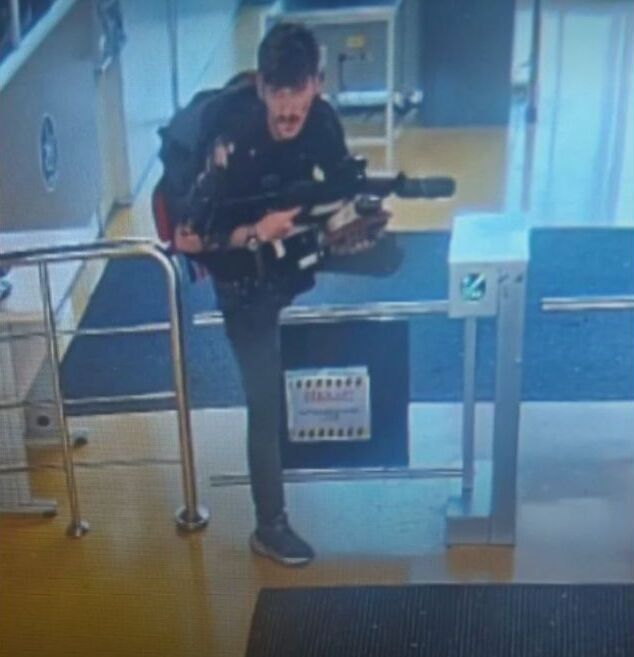
Una foto de Örek durante el ataque.

El presidente del Consejo Supremo de Radio y Televisión (RTÜK), Ebubekir Şahin, anunció que se había prohibido la transmisión del ataque. Además, se limitó el ancho de banda de las plataformas de redes sociales y se restringió el acceso a plataformas como X, Instagram, Facebook y YouTube.
En respuesta, el ejército turco lanzó ataques contra 47 posiciones rebeldes kurdas, incluidas 29 en el norte de Irak y 18 en el norte de Siria. Las Fuerzas Democráticas Sirias (FDS), que administran las regiones kurdas de Siria, afirmaron en un comunicado que «además de zonas pobladas, los aviones de combate y drones turcos atacaron panaderías, centrales eléctricas, instalaciones petrolíferas y puestos de control de las fuerzas de seguridad interna». El balance inicial fue de doce civiles muertos, entre ellos dos niños, y veinticinco heridos. 
El Comité de Asuntos Exteriores del Congreso Nacional del Kurdistán (KNK) denunció este hecho como «crimen de guerra» y acusó a Turquía de «hablar de paz [pero] atacar a civiles kurdos y a infraestructuras vitales».
Mientras tanto, Kamiran Hassan, alcalde del distrito de Mawat en la Gobernación de Sulaymaniyah del Kurdistán iraquí, dijo que el Monte Asos fue blanco de dos ataques aéreos turcos.
Según el Observatorio Sirio de Derechos Humanos (OSDH), que cuenta con numerosas fuentes en Siria, 27 civiles murieron en los «45 ataques con drones» llevados a cabo por las fuerzas turcas en el norte y el este de Siria. Los bombardeos tuvieron como objetivo diversas infraestructuras, como estaciones de agua, electricidad y gas, clínicas, panaderías y puestos de control.